# Home de les cavernes

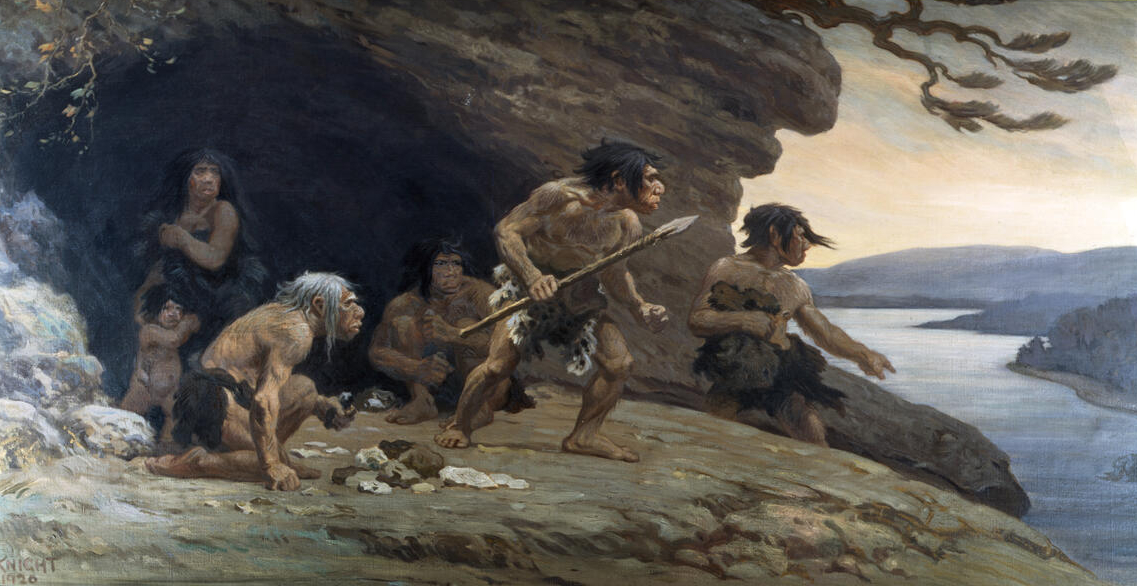
Neandertals de Le Moustier (França) (Charles R. Knight, 1920)

L'home de les cavernes, cavernícola o troglodita, és un personatge popular basat en conceptes estereotipats sobre la possible aparença dels primitius humans prehistòrics o homínids. El clixé de «home de les cavernes» té l'origen en el descobriment de restes del Neandertal. El terme «cavernícola», de vegades és utilitzat en forma col·loquial per referir-se a éssers Neandertal o Cro-Magnon (Homo sapiens de l'era paleolítica), i s'origina a l'associació entre els humans primitius i les cavernes, que és exemplificada per les pintures rupestres.

## Arquetip

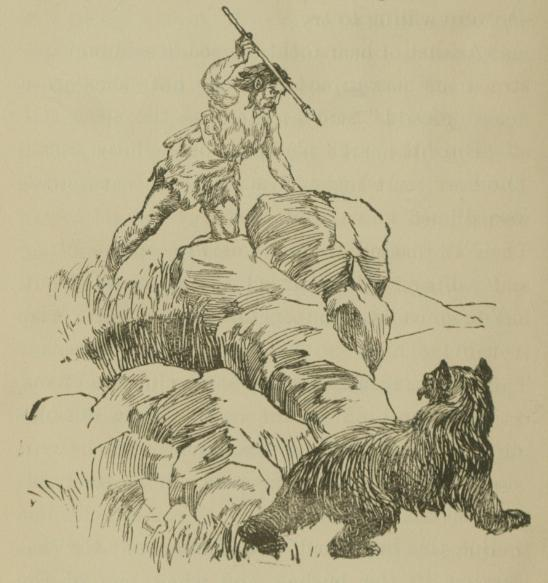
Un cavernícola ataca un ós bru

Al segle xvii el filòsof Thomas Hobbes va afirmar que la vida de l'home sense la civilització era solitària, pobra, miserable, bruta i breu. L'home de les cavernes o cavernícola és un personatge popular basat en conceptes estereotipats sobre la possible aparença dels primitius humans prehistòrics o homínids, té l'origen en el descobriment de restes del Neandertal. El terme «cavernícola», de vegades és utilitzat en forma col·loquial per referir-se a éssers Neandertal o Cro-Magnon (Homo sapiens de l'era paleolítica) i s'origina a l'associació entre els humans primitius i les cavernes, que és exemplificada per les pintures rupestres.
La iconografia heràldica europea hi va fer referència durant centenars d'anys. Durant l'Edat Mitjana aquestes criatures eren presentades a l'art i la literatura com a barbats i coberts de pèls, i sovint portant garrots i vivint en coves. Si bé els homes salvatges sempre eren presentats com vivint fora de la civilització, existia dissens sobre si ells eren humans o animals. No sempre eren presentats com a subhumans bruts, en efecte de vegades se'ls identificava com a salvatges nobles.
Prejudicis existents sobre els cavernícoles i altres persones primitives tenyien la figura de l'home primitiu. L'opinió científica actual de l'estil de vida prehistòric és que era essencialment un caçador-recol·lector.
En aquests elements populars els cavernícoles són mostrats com a coberts amb retalls de cuirs d'animals, i armats amb roques o garrots d'ossos de bestiar, amb un nivell d'intel·ligència molt baix, i agressius. És més encara, sovint els cavernícoles són presentats com vivint en cavernes, on s'han trobat les pintures rupestres; quan en realitat és més probable que les cavernes fossin llocs de reunions religioses o refugis temporaris, i no pas els llocs de residència dels suposats «cavernícoles». Si ells en realitat passaven la major part del temps desplaçant-se i construint refugis temporaris, és correcte que molt poca evidència en aquest sentit hagi perdurat fins als nostres dies.
Altres característiques de l'arquetip de «cavernícola» són: 
- La vestimenta de la dona cavernícola és presentada com cobrint els seus pits; la qual cosa correspon més amb una tradició occidental que amb un fet històric
- Les armes neolítiques comprenien un ampli conjunt d'elements, com ara llances, pedres, fones, destrals, fletxes i arcs; no només macanes
- Els homes de les cavernes tenien un nivell d'intel·ligència similar al dels humans moderns

## Estereotips en la cultura
En la novel·la de sir Arthur Conan Doyle El món perdut (1912) els homes mono són presentats lluitant contra els humans contemporanis. W. Griffith;[1][2] les mateixes van inspirar a Charles Chaplin per realitzar les seves obres satíriques, Charlot prehistòric (1914)[3][4] com també Brute Force (1914),[5] The Cave Man (1912),[6] i posteriorment Cave Man (1934s) convenient en una pel·lícula muda), i les seves armes són pals i pedres, i l'heroi de Cave Man és un personatge a l'estil de Tarzan que lluita contra els dinosaures. guerra del foc, El clan de l'ós cavernari, Els Picapedra, Early Man, Els Croods, Els Croods 2: una nova era, Primal, 10 000 aC, Alfa, L'home de Califòrnia, ¡ ¡¡ ¡¡ Caverrrnícola!!! i Any Un; els documentals Caminant amb cavernícoles, L'odissea de l'espècie, Walking with Beasts i La comedia Defensant el cavernícola.